# Kaslik
Kaslik (arabe : كسليك ) est une ville côtière libanaise, située dans la caza du Kesrouan - dans le gouvernorat du Mont-Liban au Liban, à une douzaine de kilomètres au nord de la capitale Beyrouth, au nord du port de Jounieh. La population est presque exclusivement chrétienne de rite maronite.
La ville est réputée pour l'architecture de ses maisons du XVIIIe siècle construites en pierres calcaires, ainsi que pour plusieurs églises anciennes.
Aujourd'hui, cette petite ville côtière libanaise est devenue le symbole du shopping du Kesrouan, avec de nombreux restaurants, cafés, magasins et centres commerciaux. Une zone industrielle a également été créée.